# Kościół Jezusa Chrystusa w Brzesku
Kościół Jezusa Chrystusa w Brzesku – nieistniejący zbór Kościoła Bożego działający w Brzesku. Był społecznością protestancką o charakterze zielonoświątkowym.
Nabożeństwa odbywały się każdej niedzieli o godz. 11 przy ul. Legionów Piłsudskiego 23a.